# Arkady Vainshtein
Arkady Vainshtein (russisch Аркадий Иосифович Вайнштейн, Transliteration Arkádij Ióssifowič Wajnštéjn; * 24. Februar 1942 in Stalinsk) ist ein russischstämmiger US-amerikanischer theoretischer Physiker.
Vainshtein besuchte die Universität Nowosibirsk und am Budker-Institut für Kernphysik in Nowosibirsk, wo er 1964 seinen Abschluss machte und 1968 seinen russischen Doktortitel erhielt (entspricht im Westen einer Habilitation). Er blieb als Wissenschaftler am Budker Institut, wo er in den 1970er und 1980er Jahren mit Walentin Iwanowitsch Sacharow und Michail Schifman vom Institut für Theoretische und Experimentelle Physik (ITEP) in Moskau zusammenarbeitete. Ab 1990 wurde er wie Schifman Professor an der University of Minnesota, wo er heute Gloria Lubkin Professor ist. 1998 wurde er US-Staatsbürger. Er ist seit 1997 Fellow der American Physical Society.
Vainshtein ist vor allem für seine Arbeiten mit Sacharow und Schifman über nichtstörungstheoretische Aspekte der Quantenchromodynamik (QCD) bekannt, zum Beispiel die nach ihnen benannte QCD-Summenregel. Später arbeitete er auch über die supersymmetrische Versionen von nichtabelschen Eichtheorien. Außerdem untersuchte er QCD-Beiträge zur Berechnung von Präzisionsmessungen in der Quantenelektrodynamik wie dem anomalen magnetischen Moment des Myons.
1999 erhielt er mit Sacharow und Schifman den Sakurai-Preis. 2005 erhielt er den Pomerantschuk-Preis des ITEP und 2014 den Julius-Wess-Preis. 2016 erhielt er die Dirac-Medaille (ICTP).

## Schriften
- mit K. Melnikov: Theory of the muon anomalous magnetic moment. Springer Verlag, Berlin 2006